# Ла-Болт (Південна Дакота)
Ла-Болт (англ. La Bolt) — місто (англ. town) в США, в окрузі Ґрант штату Південна Дакота. Населення — 66 осіб (2020).

## Географія
Ла-Болт розташована за координатами 45°2′57″ пн. ш. 96°40′31″ зх. д. / 45.04917° пн. ш. 96.67528° зх. д. (45.049038, -96.675163).  За даними Бюро перепису населення США в 2010 році місто мало площу 0,62 км², уся площа — суходіл.

## Демографія
Згідно з переписом 2010 року, у місті мешкало 68 осіб у 33 домогосподарствах у складі 21 родини. Густота населення становила 110 осіб/км².  Було 37 помешкань (60/км²).
Расовий склад населення:
| - 97,1 % — білих - 1,5 % — корінних американців |

До двох чи більше рас належало 1,5 %. Частка іспаномовних становила 0,0 % від усіх жителів.
За віковим діапазоном населення розподілялося таким чином: 20,6 % — особи молодші 18 років, 64,7 % — особи у віці 18—64 років, 14,7 % — особи у віці 65 років та старші. Медіана віку мешканця становила 49,3 року. На 100 осіб жіночої статі у місті припадало 126,7 чоловіків;  на 100 жінок у віці від 18 років та старших — 134,8 чоловіків також старших 18 років.
Середній дохід на одне домашнє господарство  становив 74 825 доларів США (медіана — 53 750), а середній дохід на одну сім'ю — 86 141 долар (медіана — 65 938). За межею бідності перебувало 23,0 % осіб, у тому числі 47,1 % дітей у віці до 18 років та 0,0 % осіб у віці 65 років та старших.
Цивільне працевлаштоване населення становило 43 особи. Основні галузі зайнятості: публічна адміністрація — 20,9 %, роздрібна торгівля — 18,6 %, фінанси, страхування та нерухомість — 14,0 %, освіта, охорона здоров'я та соціальна допомога — 11,6 %.